# Nicola Fago
Francesco Nicola Fago (26. února 1677, Taranto – 18. února 1745, Neapol) byl italský barokní skladatel a hudební pedagog, příslušník neapolské operní školy.

## Život
Studoval v Neapoli na konzervatoři Conservatorio della Pietà dei Turchini v letech 1692 – 1695. Od roku 1705 až téměř do konce svého života na této škole i vyučoval a souběžně vykonával tutéž funkci na konzervatoři S. Onofrio. V letech 1709 až 1731 byl kapelníkem v Tesoro di S. Gennaro. V této funkci ho pak vystřídal jeho syn. Nicola Fago od roku 1736 vedl až do své smrti orchestr a sbor v chrámu S. Giacomo dei Spagnuoli.
Zemřel v Neapoli 18. února 1745.

## Dílo
Jeho dílo zahrnuje několik oper a kantát. Hlavní těžiště jeho díla je však v hudbě chrámové.

### Opery
1. L'Astratto (Neapol, 1709)
2. Il Radamisto (Piedimonte Matese, 1707)
3. Le fenzejune abbendurate, (Neapol, 1710)
4. Cassandra Indovina (Neapol, 1711)
5. La Cianna commedia per musica, (Neapol, 1711)
6. Lo Masillo (Neapol, 1712)
7. La Dafne favola pastorale in stile arcadio, (1714, Neapol)
8. Il Faraone Sommerso, (?)

### Kantáty
1. D'Aretusa in sul Lito
2. Sapesse il core almen
3. Se gelosia crudele
4. Sia con me Fillide ingrata
5. Sopra del bel Sebeto
6. Trà cento belle
7. Tormento, kantáta
8. Le cantate da camera

### Jiná významná díla
- Magnificat
- Te Deum
- Stabat Mater
- četné mše, responsoria, litanie, Confiteor a j.